# Kruipwilg-orde
De kruipwilg-orde (Salicetalia arenariae) is een orde uit de klasse van kruipwilg- en duindoornstruwelen (Salicetea arenariae).

## Naamgeving en codering
- Syntaxoncode voor Nederland (rVvN): r38A
- BWK-karteringscode: sd

De wetenschappelijke naam Salicetalia arenariae is afgeleid van een synoniem van de botanische naam van kruipwilg (Salix repens), namelijk Salix arenaria.

## Onderliggende syntaxa in Nederland en Vlaanderen
De kruipwilg-orde wordt in Nederland en Vlaanderen vertegenwoordigd door maar één verbond met twee associaties.
- - kruipwilg-verbond (Salicion arenariae)
    - associatie van duindoorn en kruipwilg (Hippophao-Salicetum arenariae)
    - associatie van wintergroen en kruipwilg (Pyrolo-Hippophaetum)